# Штефан Ортега
Штефан Ортега Морено (нім. Stefan Ortega Moreno, нар. 6 листопада 1992, Кальден, Німеччина) — німецький футболіст, воротар клубу «Манчестер Сіті».

## Ігрова кар'єра
Штефан Ортега народився у містечку Кальден, там же почав грати у футбол у місцевій команді. У 2007 році Ортега стає гравцем молодіжної команди «Армінії» з Білефельда. Свою першу гру у складі «Армінії» Ортега провів у листопаді 2011 року. Хоча пізніше Ортега втратив постійне місце в основі, та після підвищення до Другої Бундесліги у сезоні 2012/13 клуб запропонував воротарю новий контракт ще на два роки.
Влітку 2014 року Ортега перейшов до клубу «Мюнхен 1860». Після того, як у серпні воротар «Мюнхена» Габор Кірай покинув клуб, Ортега став основним голкіпером команди.
Та у 2017 році Штефан Ортега повернувся до «Армінії», підписавши з клубом трирічний контракт. У січні 2020 року воротар продовжив дію контракту до 2022 року.
Восени 2010 року Штефан Ортега отримав виклик до юнацької збірної Німеччини (U-19) але на поле тоді він так і не вийшов.
1 липня 2022 року підписав контракт з «Манчестер Сіті», зголосившись бути другим воротарем команди після Едерсона.

## Титули і досягнення
- Чемпіон Англії (2):

«Манчестер Сіті»: 2022-23, 2023-24
- Володар Кубка Англії (1):

«Манчестер Сіті»: 2022-23
- Переможець Ліги чемпіонів УЄФА (1):

«Манчестер Сіті»: 2022-23
- Володар Суперкубка УЄФА (1):

«Манчестер Сіті»: 2023
- Переможець Клубного чемпіонату світу (1):

«Манчестер Сіті»: 2023
- Володар Суперкубка Англії (1):

«Манчестер Сіті»: 2024